# Immanuel Velikovsky
Immanuel Velikovsky (Vitebsk, Bjelorusija, 10. lipnja 1895. – Princeton, New Jersey, 17. studenog 1979.) bio je psihijatar ruskog podrijetla koji je najpoznatiji po svojim kontroverznim hipotezama koje je zasnivao na nekim biblijskim knjigama i starim mitovima. U knjizi "Sudar svjetova" objavljenoj 1952. godine zacrtao je situaciju u kojoj je planet Venera izbačen iz Jupitera, oko 1500. godine prije Krista te je imao nekoliko srazova sa Zemljom prije no što se smirio u sadašnjoj putanji. Velikovsky opisuje brojne katastrofalne događaje nakon tih susreta koji su ostavili traga na Zemlji, ako se uzmu u obzir nejasni motivi i narodne priče koje Velikovsky pomno navodi. 
Velikovsky je na originalan način pospješio svoje ideje da bi objasnio biblijsku legendu o Jošui koji zaustavlja Sunce i Mjesec. Velikovsky je spreman priznati da se Zemlja zapravo okreće, stoga izjavljuje da rotacija prestaje. Ako rotacija iznenada prestane, kao što bi dala nazrijeti biblijska priča, sve bi se na Zemlji našlo u srazu.

## Životopis
Immanuel Velikovsky je bio ruski Židov, rođen 10. lipnja 1895. u Vitebsku. U djetinjstvu je svladao nekoliko jezika, a gimnaziju je završio 1913. osvojivši zlatnu medalju za iznimna postignuća u ruskom jeziku i matematici. Potom je na neko vrijeme napustio Rusiju, te otputovao u Palestinu i Europu, a na Sveučilištu Edinburgh slušao je predavanja iz prirodnih znanosti. Vratio se u tadašnju carsku Rusiju prije nego što je započeo Prvi svjetski rat, i upisao se na Moskovsko sveučilište. Nekako je uspio izbjeći masakr na Istočnom frontu i građanski rat kad su Boljševici 1917. godine došli na vlast, te je 1921. godine, diplomirao medicinu, a također je mnogo znao o povijesti i pravu.
Uskoro nakon toga preselio se u Beč gdje ga se zaljubio, pa je uskoro stupio u brak s Elishevom Kramer, mladom violinisticom. Dok je živio u Beču, uređivao je Scripta Universitatis, veliko akademsko djelo za koje je i Albert Einstein dao svoj doprinos, u poglavlju matematičko-fizičke znanosti. Također je studirao psihoanalizu kod Wilhelma Stekela, učenika Sigmunda Freuda, kao i funkcioniranje mozga u Zurichu.
Godine 1924. Velikovsky i njegova žena već su živjeli u Palestini, gdje se bavio psihoanalizom. Nastavio se baviti uređivanjem znanstvenih djela, te je uređivao djelo Scripta Academica Hierosolymitana, sabrane radove židovskih znanstvenika. Godine 1930., dao je svoj prvi originalni doprinos u obliku znanstvenoga rada, u kojem je tvrdio da epileptičare karakteriziraju patološki, jasno izraženi encefalogramski obrasci. Dio njegovih radova pojavio se u Freudovu Imagu. Međutim, Freudovo djelo Moses and Monotheism (Mojsije i monoteizam) posijalo je sudbonosno sjeme, koje je Immanuela Velikovskog odvuklo od mirnih nastojanja oko iscjeljivanja umova i organiziranja misli velikana do svjetske slave, deset godina akademskog bojkota i kasnijeg života okruženog klevetanjem i porugama.
"Sjeme" je bilo uporno pitanje može li Freudov junak, monoteistički rušitelj konvencionalnih vrednota, faraon Ekhnaton, biti stvarni model za Edipa, legendarnog pojedinca, za čije su neobične želje i još gora djela Freudovi istomišljenici govorili da su osnova psihologije svih mladih ljudi. Velikovsky je poslije u djelu Oedipus and Akhnaton (Edip i Ekhnaton) tvrdio da je Ekhnaton doista bio stvarni model za tragičnog i legendarnog Edipa. 1939. je uzeo godinu dana plaćenog dopusta i svoju obitelj odveo u Sjedinjene Države, samo nekoliko tjedana prije početka Drugog svjetskog rata. Sljedećih je osam mjeseci obavljao istraživanja u velikim knjižnicama New Yorka.

## Početak i objavljivanje rada
Travanj 1940. iskristalizirao je još jedno ključno pitanje u znatiželjnom umu Velikovskoga, umu koji je dobro poznavao drevnu povijest i bio je prožet hebrejskom vjerom. Ima li u egipatskim zapisima ikakvih dokaza o velikim katastrofama, koje su u Bibliji prikazane kao događaji prije Druge knjige Mojsijeve (Izlazak)? Velikovsky se dao u potragu i našao ono što je poznato kao Ipuwerov papirus, jadikovke egipatskog mudraca po imenu Ipuwer, koje opisuju niz katastrofa što su zadesile njegovu voljenu zemlju, katastrofa koje su odgovarale onima opisanim u Drugoj knjizi Mojsijevoj, izvora dobro poznatog opisa koji se prvi put pojavio u verziji Biblije kralja Jamesa o "tuči i gorućoj tuči" koja je uništila egipatske usjeve.
Smatrao je da je to prilično čudesno bombardiranje bilo rezultat ljudskog uplitanja. Verzija Biblije kralja Jamesa potječe iz 1600-ih, a tek se sredinom i krajem 1700-ih uopće pojavio znanstveni pojam za meteorit. Dakle, kada su prevoditelji u starim rukopisima naišli na hebrejski barad (kamen), odlučili su to pretvoriti u "tuču". Velikovsky je naišao na niz opisa u mitovima i legendama, kao i u povijesnim zapisima, o "gorućoj smoli" koja pada s neba, a iz toga je razvio duboko razumijevanje prirode i građe Venere.
Otkriće Ipuwerova papirusa navelo je Velikovskoga na pokušaj pomirenja hebrejskih i egipatskih kronologija, nastojanja koja su na kraju dovela do akademskog rata s egiptolozima, arheolozima i stručnjacima za drevnu povijest, kad je 1952. objavio Ages in Chaos (Stoljeća u kaosu) (revidirana kronologija), te 1955. Earth in Upheaval (Zemlja u potresima) (gdje je prikazao geološke i paleontološke dokaze za Worlds in Collision (Svjetovi u sudaru)). Uslijedio je golem sukob s udruženim snagama astronoma, kozmologa, stručnjaka za nebeske sustave i akademika, jer se Velikovsky usudio uznemiriti njihov uredan model uređenog, izrazito stabilnog svemira kad je 1950. objavio svoje senzacionalno djelo Worlds in Collision (Svjetovi u sudaru).
Ključna ideja iz koje se knjiga razvila pojavila se 1940. kada je Velikovsky, čitajući Knjigu o Jošui, opazio da je kiša meteorita prethodila "zaustavljanju" Sunca. Počeo se pitati može li to biti opis ne samo lokalnog događaja, nego globalnoga. Počeo je tražiti dokaze u povijesti i arheologiji, a također i u mitovima, legendama i potisnutim sjećanjima cjelokupnog čovječanstva, u čemu mu je uvelike pomoglo njegovo poznavanje psihoanalize. Ono što je otkrio pokazalo mu je, da je planet Venera imao važnu ulogu u nizu globalnih kataklizmi zabilježenih diljem svijeta. To ga je također navelo na pitanje može li Venera biti povezana s potresima prije Izlaska.
Velikovsky je deset godina, sada stalno nastanjen u Sjedinjenim Državama, nastavio istraživati svoja dva rukopisa, u međuvremenu nastojeći pronaći izdavača za svoju knjigu Worlds in Collision (Svjetovi u sudaru). Nakon što su ga odbila dvadeset četiri izdavača, Nakladnička kompanija Macmillan, veliki izdavač akademskih djela, pristao je objaviti
njegovu knjigu. Znanstvenici koji su pisali Macmillanove knjige, i akademici koji su ih kupovali, koristili su napadne taktike pritisaka u pokušaju da spriječe objavljivanje knjige, ali Macmillan se nije dao smesti.
No ipak, kada je Worlds in Collision postao najprodavanija Macmillanova knjiga, pritisak je postao tako snažan, da je Macmillan knjigu prepustio suparničkoj izdavačkoj kući, Doubleday. U izdanju Doubledaya knjiga je i dalje ostvarivala uspjeh širom svijeta, uspjeh kojemu je uvelike pridonijela reakcija javnosti na taktike pritiska.

## Recepcija i kritika
Knjiga Worlds in Collision (Svjetovi u sudaru) bila je bomba koja je eksplodirala u osjetljivom svijetu astronomije, čiji uredni obrazac stabilna Sunčeva sustava ni na koji način nije dopuštao da planeti izlaze sa svojih putanja i sve okreću naglavce, čak ni jednom, a kamoli nekoliko puta. Najkraće rečeno, Velikovsky je tvrdio da Venera nije uvijek bila planet. Umjesto toga, pretpostavio je, izbačena je kao komet s Jupitera i imala krajnje ekscentričnu putanju koja je dovela do izravnog sraza sa Zemljom, ili je nekoliko puta prošla tako blizu Zemlje da izazove kataklizme, koje su uništile cijela kraljevstva diljem svijeta, prije nego što se "smirila". Argumenti u knjizi također tvrde da postoje zapisi da se to dogodilo unutar povijesnih razdoblja.
Reader' s Digest o Velikovskyjevom je značajnom djelu izjavio: "Fascinantno poput priče Julesa Vernea, a ipak dokumentirano prema metodama i mjerilima dostojnim Darwina." New York Herald-Tribune nazvao ju je "Veličanstvenim pregledom zemaljskih i ljudskih pripovijedaka", a Pageant je krasno sažeo reakciju javnosti rekavši: "Ništa u posljednjim godinama nije tako uzbudilo maštu javnosti." Sve navedeno su izvadci iz kritika na stražnjim koricama džepnog izdanja nakladnika Dell, jedanaest puta obnavljanog do 1973. godine. Džepno izdanje Delia prvi put je tiskano 1967. godine, oko sedamnaest godina nakon što je knjiga Worlds in Collision (Svjetovi u sudaru) prvi put objavljena u tvrdom uvezu.
Znanstvena i akademska reakcija na knjigu uglavnom se svodila na pritiske, prije i nakon objavljivanja, na Nakladničku kompaniju Macmillan. Kada je knjiga počela stjecati javno, a u nekim krugovima čak i znanstveno zanimanje i pohvale, svako pretvaranje o uljuđenim raspravama otišlo je u vjetar. Na svjetlosti dana pojavile su se stisnute šake, otvorene prijetnje, te obilje blaćenja i pljuvanja. Napadi su bili usmjereni na tri glavna cilja: javnost, znanstvenu i akademsku zajednicu, te na Immanuela Velikovskoga osobno. Čak nije bilo ni toliko pristojnosti da se knjiga najprije pročita prije nego što se osudi.
Još prije nego što je Nakladnička kompanija Macmillan objavila knjigu, ugledni astronom Harlow Shapley organizirao je višestruko intelektualno trovanje izvora u stručnom časopisu, i to u suradnji s jednim astronomom, jednim geologom i jednim arheologom, od kojih nitko nije pročitao knjigu. Taj se obrazac uvijek iznova ponavljao.
Shapley i njegovi istomišljenici također su se pobrinuli da iskusni stariji urednik (dvadeset pet godina u Nakladničkoj kompaniji Macmillan), koji je pristao objaviti Worlds in Collision (Svjetovi u sudaru), dobije otkaz. Shapley je također bio odgovoran za otkaz što ga je dobio direktor slavnog Haydenova planetarija, a njegov veliki zločin bio je prijedlog da se u planetariju organizira izlaganje na temu jedinstvene kozmološke teorije Velikovskog. U međuvremenu, Velikovskog su sistematski napadali u znanstvenim časopisima, i to uz pomoć iskrivljavanja, laži, pogrešnog tumačenja, tvrdnji o nesposobnosti i napada na njegovu osobnost, a istodobno nikad nije bilo dovoljno prostora gdje bi on mogao odgovoriti i braniti se.
Zanimljivo je da je jedan od Velikovskyjevih napadača bio astronom Donald Menzel, za kojeg je istraživač NLO-a Stanton Friedman poslije utvrdio da je bio specijalist za dezinformacije tijekom Drugog svjetskog rata. Donald Menzel bio je glavni među onima koji su opovrgavali postojanje NLO-a, ali njegovo je ime jedno od onih koja se nalaze na slavnom/zloglasnom TOP SECRET (šifra) MJ-12 dokumentu, gdje je naveden kao osoba koja je sastavila dio super-tajne istraživačke ekipe za pad u Roswellu u srpnju 1947. godine.

## Važnije tvrdnje
Velikovsky je za svojega života dao neke zaključek o svemiru i pojavama u prirodi za koje se tek poslije, znanstvenim istraživanjima, ustvrdilo da su točne.

### Venera je vruća
Velikovsky je tvrdio da je Venera u povijesnim vremenima bila užarena, te će još uvijek biti vruća. Mjerenje temperatura oblaka oko Venere 1950. godine pokazalo je vrijednosti daleko ispod zamrzavanja, danju i noću. NASA-in satelit Mariner II je 1962. procijenio da je temperatura na površini 425°C, što je više nego dovoljno za taljenje olova. Poslije se površinskim sondama utvrdilo da je prava vrijednost oko 540°C.

### Veliki se komet sudario se sa Zemljom
Čak i prije nego što je slavna priča o Chicxylubu postala poznata javnosti, istraživači su otkrili, u kolovozu 1950, bogate naslage meteorskog nikla u crvenoj glini na dnu oceana, a u ožujku 1959. godine, pronašli su sloj bijelog pepela u morskim dubinama, nataloženog nakon "sudara s kometom" ili "vatrenog završetka tijela kozmičkog podrijetla".

### Neki repovi kometa, kao i neki meteoriti sadrže ugljikovodike
Do 1951. spektralnom su analizom otkriveni ugljikovodici u repovima kometa. Do 1959. godine otkriveno je da su ugljikovodici u meteoritima sastavljeni od mnogih masti i spojeva kakvih ima i na Zemlji.

### Dokazi o naftnim ugljikovodicima bit će pronađeni na Mjesecu
Uzorci što ih je donijela misija Apollo 11 sadržavali su organske tvari u obliku aromatičnih ugljikovodika.

### Jupiter emitira radijske zvukove
Velikovsky je tu tvrdnju iznio 1953. godine na Princetonu. Osamnaest mjeseci poslije dva su znanstvenika s Instituta Carnegie objavila da su primili snažne radio-signale s Jupitera, koji se tada smatrao hladnim tijelom obavijenim tisućama kilometara leda. Do 1960. ta su dvojica znanstvenika otkrila, da Jupiter oko sebe ima radijacijski pojas koji emitira 1014 puta više radio energije nego Zemljin Van Allenov pojas.

## Zadnje godine života i kritike njegovog rada
Dvadeset četiri godine nakon objavljivanja knjige Worlds in Collision (Svjetovi u sudaru) održan je "dan suda" u obliku posebnog sastanka Američkog udruženja za unapređivanje znanosti, u San Franciscu 25. veljače 1974. godine. Organizirao ga je Carl Sagan, obećavši da će to biti pravedan forum. No zapravo se pretvorio u podmuklo odbacivanje Velikovskog, neprincipijelan napad svih protiv jednoga, sedamdeset devet godina starog čovjeka, koji je sporo govorio obasuli su prigovorima i tvrdnjama, ali mu gotovo uopće nisu dali priliku da odgovori. Velikovsky je izdržao dva dijela tog zlostavljanja, koje je trajalo sedam sati, a premda je uspio osvojiti nekoliko dobrih bodova, mnogima koji su sudjelovali na tom namještenom događaju, djelovao je jadno. Niti je ključni znanstveni rad Alberta Michelsona (čiji se uspjeh može mjeriti brzinom svjetlosti), koji je potkrjepljivao Velikovskvjeve tvrdnje, smio biti pročitan prije nego što su izvjestitelji otišli kako bi predali svoje članke. 
Zapanjujuća otkrića planetarnih sondi okončala su Velikovskvjev izgon s fakulteta i pretrpala njegov radni raspored. Velikovsky je umro još uvijek istražujući, 1979. godine, ostavljajući obilje objavljenih i neobjavljenih radova.

## Vanjske poveznice
- The Velikovsky Encyclopedia
- Short Bio, Raw data actually supports Velikovsky